# Chicago (magazine)
Pour les articles homonymes, voir Chicago (homonymie).

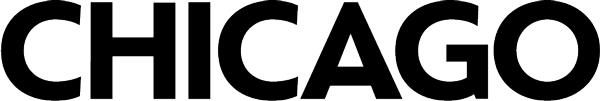
Logo du Chicago magazine.

Chicago ou Chicago magazine est une revue mensuelle publiée à Chicago (aux États-Unis) par la Tribune Media qui l'a acquise auprès de Primedia. Elle se concentre sur le mode de vie et des histoires d'intérêts humains (astrologie, psychologie), et consacre également des rubriques et témoignages concernant le voyage, la mode, les restaurants, et le théâtre à bon prix à Chicago ou à proximité. En 2004, le magazine s'est écoulé à plus de 165 000 copies, ce qui en fait le magazine le plus populaire de son marché. Toujours en 2004, la revue a reçu le National Magazine Award pour la qualité générale du magazine.
Chicago était anciennement appelé le Guide de Chicago. Le nom a été changé en 1974.